# Progeryon mus
Progeryon mus is een krabbensoort uit de familie van de Progeryonidae. De wetenschappelijke naam van de soort is voor het eerst geldig gepubliceerd in 1999 door Ng & Guinot.